# Filmographie sur Adolf Hitler

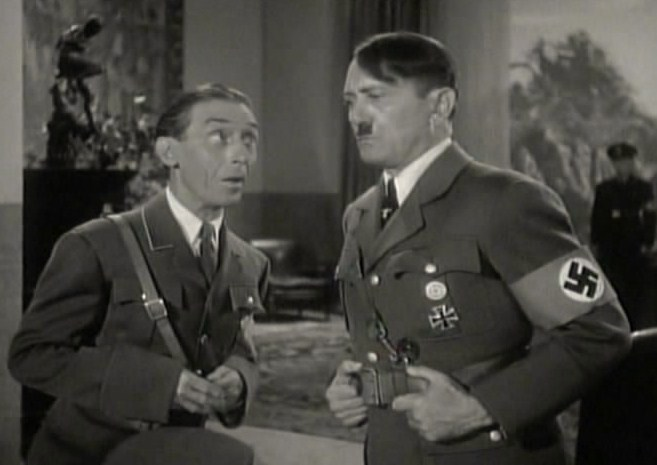
Bobby Watson interprétant le rôle d'Hitler dans That Nazty Nuisance (en français : L'Île des loufoques) de Glenn Tryon (1943). Joseph Goebbels, à gauche sur l'image, est joué par Charley Rogers. Bobby Watson a incarné Hitler dans neuf films, aussi bien dramatiques qu'humoristiques.

La filmographie d'Adolf Hitler sont les représentations de ce dernier au cinéma et à la télévision datent pour les plus anciennes des années 1930,. La figure du dictateur, chancelier du Reich de 1933 à 1945 et Führer de l’Allemagne nazie, a été portée à l'écran à la fois par lui-même dans des longs métrages créés sous le nazisme et par de nombreux acteurs d’abord dans des films de propagande antinazis, puis après la guerre, dans des films historiques et mémoriels, voire des comédies parodiques ou des œuvres de science fiction,.

## Liste de films

### Films où Adolf Hitler apparaît en personne
- 1927 : Eine Symphonie des Kampfwillens (Une symphonie de la volonté de combattre), premier film d'un rassemblement du parti nazi à Nuremberg et où le moment important est la séquence où Hitler salue les délégations des régions d'Allemagne qui défilent devant lui.
- 1933 : La Victoire de la foi, de Leni Riefenstahl, film de propagande nazie qui montre la dernière image d'Hitler et Ernst Röhm côte à côte avant son exécution.
- 1935 :
  - Triumph des Willens (Le Triomphe de la volonté), de Leni Riefenstahl, film à caractère propagandiste, sans narration, visant à donner la meilleure image possible d’Hitler au congrès de Nuremberg. Le film remporte un prix d’honneur en France comme meilleur documentaire de l’année.
  - Jour de la Liberté : Nos Forces de Défense, de Leni Riefenstahl, premier film à montrer publiquement l'armée allemande qui se réarme avec notamment le nouveau char allemand, le Panzer I, présenté devant Hitler et des milliers de spectateurs.
- 1937 : Festliches Nürnberg, de Hans Seidemann[5], film dans lequel Hitler conduit en pleine nuit une gigantesque cathédrale de lumière[6] entre des milliers de soldats, accompagné des généraux de l'état-major.
- 1938 :
  - Les Dieux du stade, de Leni Riefenstahl, film de propagande nazie sur les Jeux olympiques de 1936.
  - Wort und Tat, de Fritz Hippler, film qui présente « l'amélioration de la vie sous Hitler ».
- 1940 :
  - Feldzug in Polen (The Campaign in Poland), film de Fritz Hippler, sur la prétendue agression de l'armée polonaise contre l'Allemagne et où Hitler est dépeint comme chef de guerre.
  - Der Marsch zum Führer, film de propagande nazie où la jeunesse hitlérienne défile devant Hitler qui les salue vers la fin.
  - Feuertaufe (Baptême du feu), de Hans Bertram, film où Hitler est montré en train de suivre les mouvements de la Luftwaffe s'abattant sur des villes polonaises.
- 1941 : Sieg im Westen (Victoire à l'Ouest), de Fritz Hippler, film de propagande qui déplut à Joseph Goebbels car il ne mettait pas assez en valeur le Führer.
- 1942 : Vendetta court-métrage de Joseph M. Newman, images d'archives montrant Hitler lors d'un discours.
- 1943 : 
  - Diviser pour régner de Frank Capra, images d'archives montrant des discours d'Hitler.
  - Vi mötte stormen de Bengt Janzon, images d'archives.
- 1945 : les toutes dernières images d'Hitler, tournées dans les jardins en ruine de la Chancellerie du Reich le 20 avril 1945, à l'occasion de la remise de la croix de fer à de jeunes enfants soldats des Jeunesses hitlériennes, alors que pour la première fois Berlin est bombardée par l'artillerie soviétique[7].
- 1977 : Hitler, une carrière, réalisé par Joachim Fest et Christian Herrendoerfer, film documentaire avec des images d'archives.
- 1983 : Zelig, réalisé par Woody Allen, images d'archives retravaillées.
- 2000 : Hollywood liste rouge de Karl Francis, images d'archives.
- 2007 : Eva Braun dans l'Intimité d'Hitler, documentaire réalisé par Isabelle Clarke et Daniel Costelle qui montre les films que tourna Eva Braun d'Hitler dans son intimité sans aucune forme de censure.

### Films historiques dont Adolf Hitler est le personnage principal
- 1939 : Hitler, la bête de Berlin, de Sam Newfield, film de propagande américain.
- 1944 : Hitler et sa clique, de John Farrow, film de propagande américain avec, dans le rôle d'Hitler, Bobby Watson, qui fut l'acteur qui incarna le plus souvent le dictateur à l'écran avec neuf films.
- 1955 : La Fin d'Hitler (Der Letzte Akt), de Georg Wilhelm Pabst. Le rôle d'Hitler y est tenu par Albin Skoda. Il s'agit d'une reconstitution des derniers moments du dirigeant nazi et de ses proches dans l'abri souterrain en avril 1945.
- 1962 : La Vie privée d'Hitler, de Stuart Heisler (titre original Hitler, ressorti plus tard sous le titre Women of Nazi Germany), avec Richard Basehart dans le rôle d'Hitler.
- 1973 : Les Dix Derniers Jours d'Hitler, d'Ennio De Concini ; Hitler y est interprété par Alec Guinness.
- 1977 : Hitler, un film d'Allemagne (Hitler: A Film from Germany), réalisé par Hans-Jürgen Syberberg : film expérimental d'une durée de sept heures ; Hitler y est interprété par Heinz Schubert.
- 1999 : Moloch, d'Alexandre Sokourov, avec Léonid Mozgovoï (ru) dans le rôle d'Hitler. Le réalisateur russe place Hitler au début de sa trilogie sur le pouvoir ; il s'agit d'un récit impressionniste d’un week-end au Berghof du couple Hitler-Eva Braun.
- 2003 : Max, de Menno Meyjes. Le rôle d'Hitler y est tenu par Noah Taylor. Le film narre la relation entre Adolf Hitler, à l’époque jeune artiste, et Max, artiste juif amputé du bras droit. Max encourage Hitler à exorciser sur la toile ses colères, ses haines et ses peurs. On voit la progression de la haine d'Hitler envers les Juifs.
- 2004 : La Chute (Der Untergang), d'Oliver Hirschbiegel. Hitler y est interprété par Bruno Ganz. Ce film narre les derniers jours du Führer dans son bunker.
- 2011 : Gandhi to Hitler, avec Raghuvir Yadav (en) dans le rôle d'Hitler, film indien dont le récit se fonde sur la correspondance échangée entre Gandhi et Hitler durant la Seconde Guerre mondiale.

### Téléfilms
- 1971 : Opération Walkyrie de Franz Peter Wirth.
- 1972 : Le Bunker, d'Alain Decaux. Aucun acteur ne joue le rôle d'Hitler, mais il est toujours présent grâce à ses portraits.
- 1973 : The Death of Adolf Hitler (en) de Rex Firkin. Hitler y est interprété par Frank Finlay, lequel reçut pour ce rôle le British Academy Television Award du meilleur acteur[8].
- 1981 : Le Bunker, de George Schaefer, avec Anthony Hopkins dans le rôle d'Hitler.
- 1989 : Countdown to War (en), avec Ian McKellen dans le rôle d'Hitler.
- 1990 : The Plot to Kill Hitler (en), avec Mike Gwilym (en) dans le rôle d'Hitler.
- 2003 : Hitler : la Naissance du mal, de Christian Duguay. Le rôle d'Hitler y est interprété par Robert Carlyle et par Thomas Brodie-Sangster, ce dernier étant Hitler à dix ans.
- 2004 : 
  - Opération Walkyrie, de Jo Baier, avec Udo Schenk jouant le rôle d'Hitler.
  - Oncle Adolf, avec Ken Stott dans le rôle d'Hitler, raconte les relations entre celui-ci et sa nièce Geli Raubal.
- 2005 : Speer et Hitler avec Tobias Moretti dans le rôle d'Hitler.
- 2009 : Mein Kampf (de), avec Tom Schilling dans le rôle d'Hitler.
- 2011 : 1931, le procès Hitler, de Justin Hardy. Ian Hart tient le rôle d'Hitler dans ce téléfilm qui revient sur l'action en justice de Hans Litten contre les nazis et plus particulièrement leur chef.
- 2012 :
  - Die Machtergreifung, avec Thure Riefenstein dans le rôle d'Hitler.
  - La Guerre du Royal Palace, avec Philippe Ambrosini dans le rôle d'Hitler.
- 2016 : Adolf The Artist, où le rôle d'Hitler est tenu par Iwan Rheon.

### Films historiques dont Adolf Hitler est un des personnages secondaires

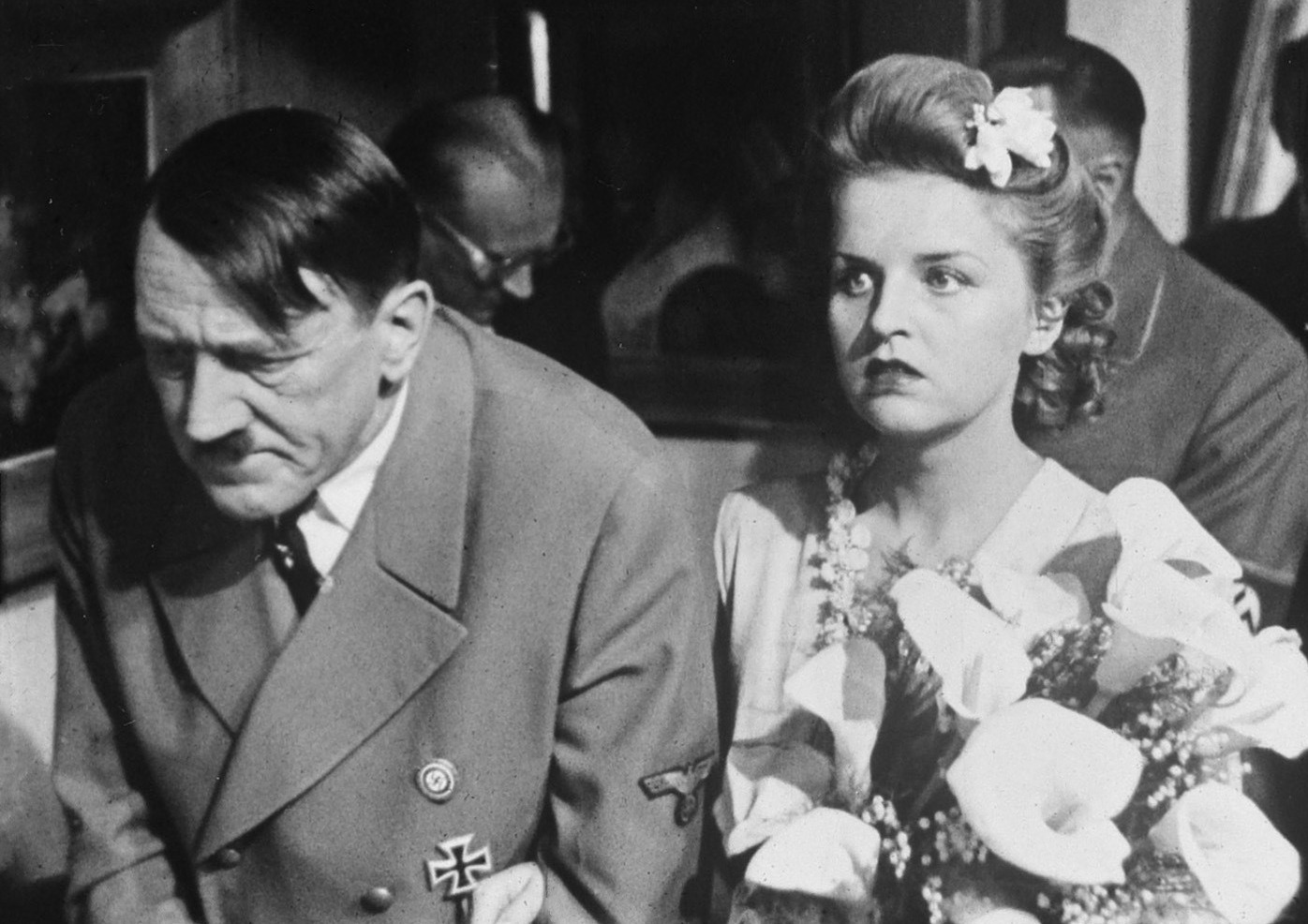
Vladimir Saveliev (Adolf Hitler) et Maria Novakova (Eva Braun) dans La Chute de Berlin (1949).

- 1939 : Le lion a des ailes d'Adrian Brunel, Brian Desmond Hurst, Michael Powell et Alexander Korda, images d'archives.
- 1941 : Radio libre, d'Anthony Asquith : le docteur d'Hitler conseille à son patient, atteint de laryngite, de faire moins de discours pour économiser sa voix.
- 1949 :
  - La Bataille de Stalingrad, 1re et 2e époque, de Vladimir Petrov, film de propagande soviétique, avec Mikhaïl Astangov tenant le rôle d'Hitler.
  - La Chute de Berlin, de Mikhaïl Tchiaoureli, film de propagande soviétique, avec Vladimir Saveliev dans le rôle d'Hitler.
- 1951 : Le Renard du désert, d'Henry Hathaway, avec Luther Adler dans le rôle d'Hitler.
- 1955 : Ernst Thälmann – Führer seiner Klasse, avec Fritz Diez tenant le rôle d'Hitler.
- 1957 : L'Histoire de l'humanité, réalisé par Irwin Allen, avec Bobby Watson dans le rôle d'Hitler.
- 1971 : Libération, de Iouri Ozerov, film de propagande soviétique, où le rôle d'Hitler est tenu par Fritz Diez.
- 1973 : Dny zrady (Days of Betrayal) d'Otakar Vávra, avec Gunnar Möller dans le rôle d'Hitler.
- 1982 : Au cœur du Troisième Reich, d'après l'autobiographie d'Albert Speer, avec Derek Jacobi dans le rôle d'Hitler.
- 1983 : Le Souffle de la guerre, téléfilm où le rôle d'Hitler est tenu par Günter Meisner.
- 1989 : Countdown to War de Patrick Lau, joué par Ian McKellen.
- 2008 : Walkyrie, de Bryan Singer, film retraçant le complot du 20 juillet contre Hitler, avec David Bamber dans le rôle d'Hitler.
- 2010 : La Rafle, de Roselyne Bosch, avec Udo Schenk jouant le rôle d'Hitler.
- 2015 : Elser, un héros ordinaire d'Oliver Hirschbiegel, avec Udo Schenk jouant le rôle d'Hitler.
- 2016 : Pope vs. Hitler de Christopher Cassel, joué par Andréas Berg.
- 2021 : L'Étau de Munich (Munich: The Edge of War) de Christian Schwochow avec Ulrich Matthes jouant le rôle d'Hitler.
- 2024 : La Fabrique du mensonge de Joachim Lang, joué par Fritz Karl.

### Comédies et parodies sur Hitler
- 1940 :
  - You Nazty Spy! (en) (court-métrage).

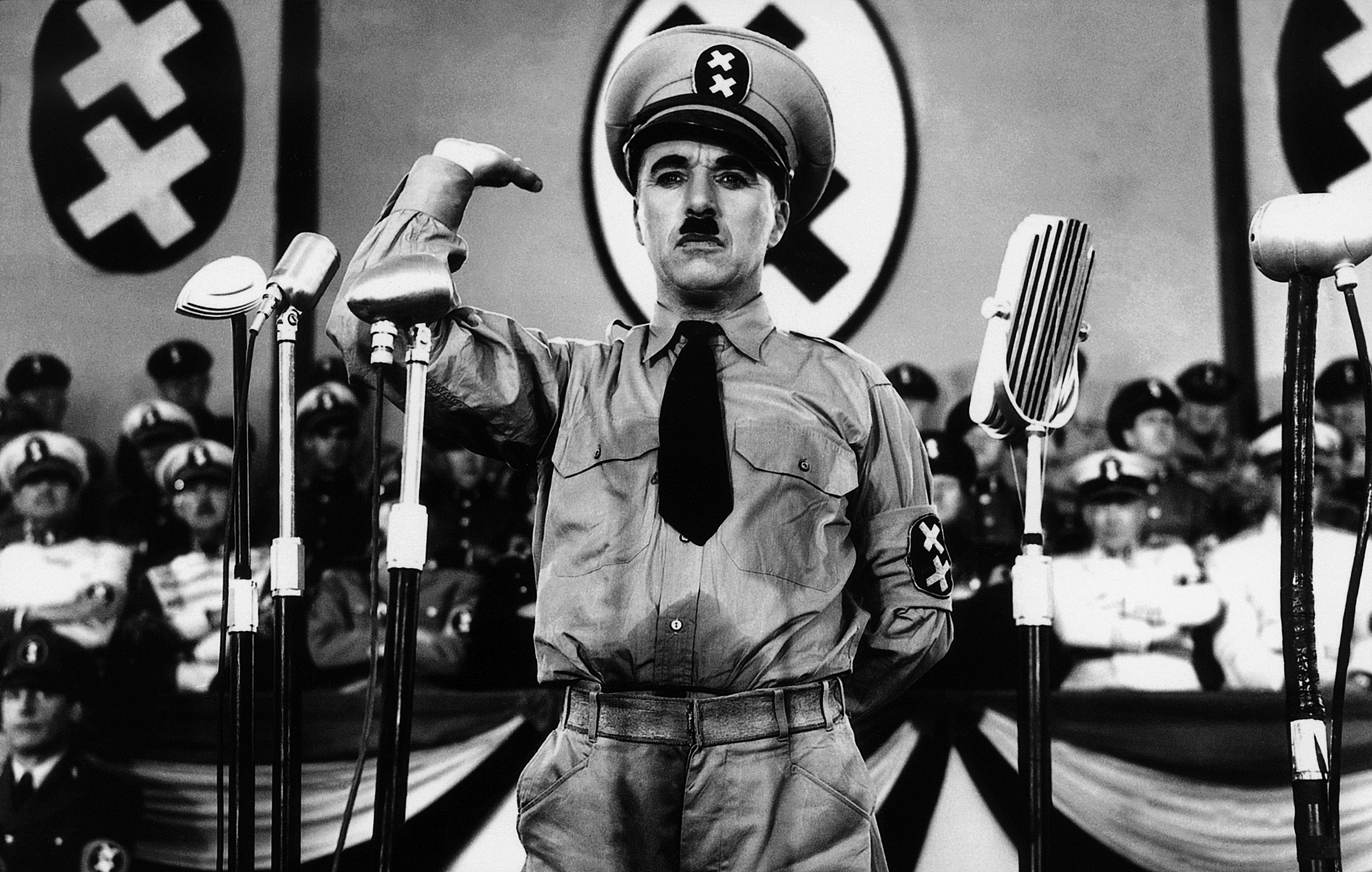
Charlie Chaplin incarnant Adenoïd Hynkel dans Le Dictateur.

  - Le Dictateur (The Great Dictator), de Charlie Chaplin. Chaplin interprète le double rôle d'« Adenoïd Hynkel », caricature d'Adolf Hitler, et de son sosie. Ce film tourne en dérision le dictateur, qui a pour sosie un petit coiffeur juif. Ce dernier se substitue au dictateur et termine le film par un discours humaniste émouvant.
- 1941 : I'll Never Heil Again de Jules White.
- 1942 :
  - Schichlegruber Doing the Lambeth Walk de Charles A. Ridley, détournement parodique du film Le Triomphe de la volonté.
  - To Be or Not to Be, dans lequel l'un des personnages est un acteur jouant le rôle d'Hitler. Tom Dugan dont la ressemblance dans Masques de cire (1933) de Michael Curtiz est étonnante.
  - The Devil with Hitler (film de propagande américain), joué par Bobby Watson.
  - The Wife Takes a Flyer de Richard Wallace, joué par Carl Ekberg.
- 1943 : Nazty Nuisance (en), en français L'Île des loufoques (film de propagande américain), joué par Bobby Watson.
- 1966 : Le Roi de cœur de Philippe de Broca, qui joue Hitler.
- 1970 : Ya, ya, mon général !, de Jerry Lewis avec Sidney Miller dans le rôle d'Hitler.
- 1974 :
  - Le shérif est en prison, joué par Ralph Manza.
  - En voiture, Simone, joué par Peter Sellers.
  - Le Führer en folie, de Philippe Clair. Hitler est joué par Henri Tisot. Il s'agit d'une comédie où le Führer apparaît en footballeur.
- 1977 : La Face cachée d'Adolf Hitler, Hitler est joué par Billy Frick.
- 1979 : Le Chouchou de l'asile. Hitler est joué par André Quillet.
- 1978 : Les Folles Aventures de Picasso de Tage Danielsson avec Magnus Härenstam.
- 1981 : La Folle Histoire du monde, de Mel Brooks, Hitler est joué par un acteur non crédité.
- 1982 : L'As des as de Gérard Oury. Hitler (et sa sœur Angela) sont joués par Günter Meisner.
- 1983 : To Be or Not to Be, remake du film de 1942, réalisé par de Alan Johnson. Hitler est joué par Roy Goldman.
- 1992 : Bienvenue en enfer, Hitler est joué par Gilbert Gottfried.
- 1996 : Gespräch mit dem Biest, de Armin Mueller-Stahl. Hitler est joué par Armin Mueller-Stahl.
- 2004 : Churchill : The Hollywood Years, de Peter Richardson. Hitler est joué par Antony Sher.
- 2005 : Les producteurs, lorsque le personnage de Roger De Bris, joué par Gary Beach, joue le rôle d'Hitler dans la pièce de théâtre Springtime for Hitler and Germany.
- 2007 :
  - Mon Führer : La Vraie Véritable Histoire d'Adolf Hitler, de Dani Levy, avec Helge Schneider dans le rôle d'Hitler.
  - A Kitten for Hitler de Ken Russell, joué par Phil Pritchard.
- 2008 : Hitler est kaput !, de Marius Waisberg avec Mikhaïl Krilov (ru) dans le rôle d'Hitler.
- 2015 :
  - Il est de retour, de David Wnendt. Film allemand évoquant le réveil du Führer à Berlin en 2015. Oliver Masucci y joue le rôle d'Adolf Hitler.
  - Kung Fury, de David Sandberg. C'est un moyen métrage suédois de comédie et d'arts martiaux. Adolf Hitler, alias « Kung Führer » y est interprété par Jorma Taccone.
- 2019 :
  - Iron Sky 2, de Timo Vuorensola avec Udo Kier qui incarne un Hitler reptilien.
  - Jojo Rabbit, de Taika Waititi qui y incarne Hitler.
- 2024 : Kung Fury 2, de David Sandberg, avec Jorma Taccone qui incarne Hitler.

### Science-fiction
- 1942 : Hitler – Dead or Alive (en), réalisé par Nick Grinde, avec Bobby Watson.
- 1943 : The Strange Death of Adolf Hitler, réalisé par James Patrick Hogan, avec Ludwig Donath.
- 1951 : The Magic Face (en), réalisé par Frank Tuttle, avec Luther Adler.
- 1963 : Madmen of Mandoras, de David Bradley (ressorti en 1969 sous le titre de They Saved Hitler's Brain), des nazis ont conservé dans un bocal la tête vivante d'Adolf Hitler joué par Bill Freed.
- 1976 : L'aigle s'est envolé (The Eagle Has Landed), de John Sturges, avec Peter Miles.
- 1978 : Ces garçons qui venaient du Brésil, de Franklin J. Schaffner, film dans lequel Joseph Mengele, à la tête d'anciens officiers nazis, tente de cloner plusieurs Adolf Hitler à partir de l'ADN de ce dernier dans le corps de jeunes garçons partout sur la planète.
- 1994 : Le Crépuscule des aigles (titre original anglais : Fatherland), téléfilm, avec Rudolph Fleischer.
- 1997 : Contact réalisé par Robert Zemeckis avec des images d'archives de l'ouverture des Jeux Olympiques de Berlin en 1936.
- 2011 : Blood Reich réalisé par Uwe Boll, avec Boris Bakal.
- 2013 : Nazis at the Center of the Earth, de Joseph Lawson, avec James Maxwell Young.
- 2015 :
  - Il est de retour (Er ist wieder da), de David Wnendt, avec Oliver Masucci.
  - Hitler's Brain and the Robot from Hell de Daryl Schmidt, film où un scientifique fou ressuscite par inadvertance Hitler en insérant son cerveau dans un robot.

### Films dans lequel Adolf Hitler est incarné
- 1940 : Train de nuit pour Munich, joué par Billy Russel.
- 1941 :
  - Chasse à l'homme, réalisé par Fritz Lang, joué par Cark Ekberg.
  - Citizen Kane, joué par Carl Ekberg.
- 1942 : Lune de miel mouvementée réalisé par Leo McCarey, joué par Cark Ekberg.
- 1944 : Miracle au village réalisé par Preston Sturges, joué par Bobby Watson.
- 1948 :
  - La Scandaleuse de Berlin de Billy Wilder, joué par Bobby Watson.
  - The Third Blow d'Igor Savchenko, joué par Sergeï Martinson.
- 1950 : Mission secrète de Mikhaïl Romm, joué par Vladimir Saveliev.
- 1957 : 
  - Dupés jusqu'au Jugement dernier de Kurt Jung-Alsen, joué par Fritz Diez.
  - L'Histoire de l'humanité réalisé par Irwin Allen, joué par Bobby Watson.
- 1958 : Chef de réseau de André de Toth, joué par Kenneth Griffith.
- 1961 : La Doublure du général réalisé par Melville Shavelson, joué par Bobby Watson.
- 1962 :
  - Les Années rugissantes de Luigi Zampa, images d'archives.
  - Les Quatre Cavaliers de l'Apocalypse réalisé par Vincente Minnelli, joué par Bobby Watson.
- 1966 :
  - Paris brûle-t-il ?, joué par Billy Frick.
  - Le Roi de cœur, joué par Philippe de Broca.
  - Qu'as-tu fait à la guerre, papa ?, joué par Carl Ekberg.
- 1967 :
  - Et l'Angleterre sera détruite réalisé par János Veiczi, joué par Fritz Diez.
  - La Nuit des généraux réalisé par Anatole Litvak, il n'est pas vu directement lors de la scène de l'attentat.
- 1968 : I, Justice réalisé par Zbyněk Brynych joué par Fritz Diez.
- 1969 :
  - La Bataille d’Angleterre, joué par Rolf Stiefel.
  - The Extraordinary Seaman de John Frankenheimer (images d'archives).
- 1971 : Orange mécanique de Stanley Kubrick, image d'archives.
- 1974 : Le Choix du but (ru) d'Igor Talankine avec Fritz Diez.
- 1975 : Le Jour du fléau, images d'archives.
- 1977 : Les Soldats de la liberté, joué par Fritz Diez.
- 1979 : Le Tambour de Volker Schlöndorff, lorsqu'Hitler fait son entrée dans Dantzig.
- 1985 :
  - Les Derniers Jours de Mussolini, joué par Kurt Raab.
  - Les Douze Salopards 2 (téléfilm), joué par Michael Sheard.
- 1989 :
  - Les Orages de la guerre (War and Remembrance) (téléfilm), joué par Steven Berkoff.
  - Indiana Jones et la Dernière Croisade, joué par Michael Sheard.
- 1990 :
  - Europa Europa, joué par Ryszard Pietruski (en).
  - Stalingrad, joué par Achim Petri.
- 1992 : Une lueur dans la nuit, joué par Ludwig Haas.
- 1993 : Pétain, joué par Ludwig Haas.
- 1996 :
  - The Empty Mirror (en), joué par Norman Rodway.
  - Hamsun, joué par Ernst Jacobi (en).
- 1997 : Contact de Robert Zemeckis, image d'archives.
- 1999 : Les Cendres d'Angela de Alan Parker, images d'archives.
- 2001 :
  - Goebbels und Geduldig (en), joué par Jürgen Schornagel (en).
  - Grégoire Moulin contre l'humanité, joué par Michel Bompoil.
- 2002 :
  - Mission Évasion de Gregory Hoblit, joué par un acteur non crédité lors d'une parodie de Der Fuehrer's Face.
  - Mrs Meitlemeihr, court-métrage de Graham Rose, joué par Udo Kier.
  - Full Frontal de Steven Soderbergh, où Nicky Katt joue le rôle d'Hitler.
  - Joe et Max (en) (téléfilm) de Steves James (en), où Rolf Kanies joue le rôle d'Hitler.
- 2003 : Timecop 2 : La Décision de Berlin de Steve Boyum, acteur non crédité.
- 2007 : A Kitten for Hitler de Ken Russell, joué par Phil Pritchard.
- 2008 : An American Carol de David Zucker, joué par Benton Jennings.
- 2009 : 
  - Bunker d'Evgeniy Mitrofanov, acteur non crédité.
  - Inglourious Basterds de Quentin Tarantino, joué par Martin Wuttke.
- 2011 : Captain America: First Avenger, joué par James Payton.
- 2012 : Rommel, le guerrier d'Hitler, joué par Johannes Silberschneider.
- 2014 : Monuments Men, joué par James Payton.
- 2016 : La Couleur de la victoire, joué par Adrian Zwicker.
- 2018 : Robert Bernardis, l'adjudant de Stauffenberg de Martin Betz, acteur anonyme.
- 2020 :
  - Resistance, image d'archives.
  - The Man Who Killed Hitler and Then the Bigfoot, joué par Joe Lucas.
- 2021 : The King's Man : Première Mission, joué par David Kross.
- 2022 : Couleurs de l’incendie de Clovis Cornillac, joué par Philippe Ohrel
- 2024 : L’Espion de Dieu de Todd Komarnicki, joué par Marc Bessant

## Télévision

### Publicité
- 1987 : Hitler réalisé pour Folha de S.Paulo.

### Série
- 1965 : Papa Schultz dans un épisode le sergent Andrew Carter se déguise en Hitler.
- 1967 : Mission impossible, saison 2, épisode 14, Echo of Yesterday, joué par Martin Landau.
- 1969 : Monty Python's Flying Circus, saison 1, épisode 12, Mr Hitler and the North Minehead by-election, joué par John Cleese.
- 1973 : Dix-sept Moments de printemps de Tatiana Lioznova, joué par Fritz Diez.
- 1981 : Winston Churchill: The Wilderness Years de Ferdinand Fairfax, joué par Günter Meisner.
- 1983 : 
  - O Tal Canal de Herman José, qui joue Hitler.
  - Le Souffle de la guerre de Dan Curtis, joué par Günter Meisner.
- 1985 : La Chute de Mussolini d'Alberto Negrin, joué par Kurt Raab.
- 1989 : Benny Hill Show, dans l'épisode Heroes Through the Ages avec des images d'archives.
- 1990 : Heil Honey I'm Home ! joué Neil McCaul.
- 1994 : Parabens, joué par Herman José.
- 1998 : Major Alvega, joué par Alexandre Falcão.
- 1999 : Hé Arnold, épisode 15 Souvenirs de guerre.
- 2005 : Supernatural (saison 12, épisode 5), joué par Gil Darnell.
- 2009 : Wolf Messing: Who Saw Through Time d'Eduard Volodarsky, joué par Dmitry Yachevsky.
- 2011 : Doctor Who, épisode Le Prisonnier zéro, images d'archives.
- 2012 : Danger 5, série australienne, joué par Carmine Russo.
- 2014 :
  - Le Ciné du Comité épisode Il faut sauver le soldat Ryan.
  - Doctor Who, épisode Allons tuer Hitler. joué par Albert Welling.
- 2015 :
  - The Man in the High Castle, joué par Wolf Muser (en).
  - Le Ministère du temps, joué par Miko Jarry.
- 2017 : 
  - Mythes urbains, joué par Iwan Rheon.
  - Hitler et le cercle du mal, joué par Henrik Jørgensen.
- 2019 : Rise of the Nazis, joué par Andrius Rozickas.
- 2018 : Stargate Origins, images d'archives.
- 2020 :
  - The Plot Against America, images d'archives.
  - The Boys (saison 2, épisode 8), images d'archives.
- 2021 : Das Weiße Haus am Rhein, joué par Max Gertsch.
- 2022 : Hunters (saison 2), joué par Udo Kier

### Dessins animés
- 1933 :
  - Cubby Bear: Cubby's World Flight.
  - Bosko's Picture Show.
- 1934 : Hail Hitler ! Une idylle à Genève.
- 1937 : C'était la fille d'un acrobate.
- 1939 :
  - Hitler Dances to Stalin's Tune d'Anson Dyer.
  - Adolf Hitler's peace pudding de Gaumont British New.
  - Hitler and Ribbentrop Meet the British Lion de Gaumont British New.
- 1940 :
  - Run Adolf Run de Joe Noble.
  - Adolf's Busy Day de Lance White.
- 1941 :
  - We, the Animals, Squeak! de Bob Clampett.
  - Ce que Hitler veut d'Olga Khodataïeva.
  - Superman, dans l'épisode Les Tambours de la jungle.
  - Une poignée de main ferme d'O. Ivanov.
  - Les bottes fascistes ne fouleront pas notre Mère Patrie d'Ivan Ivanov-Vano.
  - Broken Treaties de Paul Fennell.
- 1942 :
  - The Ducktators avec Daffy Duck, réalisé par Norman McCabe.
  - Stop That Tank! (en), film d'instructions de guerre réalisé par Ub Iwerks.
  - Nutty News, réalisé par Bob Clampett.
- 1943 :
  - Blitz Wolf de Tex Avery. Un loup caricaturant Hitler et parodiant celui de Les Trois Petits Cochons.
  - Tokio Jokio réalisé par Norman McCabe.
  - Spies réalisé par Chuck Jones.
  - Daffy le héros avec Daffy Duck, réalisé par Friz Freleng.
  - Der Fuehrer's Face avec Donald Duck, réalisé par Jack Kinney.
  - Education for Death, court métrage anti-nazi de Walt Disney Productions réalisé par Clyde Geronimi.
  - Seein' Red, White 'N' Blue, avec Popeye réalisé par Dan Gordon.
  - The Spirit of '43 de Jack King.
  - Scrap Happy Daffy de Frank Tashlin.
  - Confusions of a Nutzy Spy de Norman McCabe.
  - The Last Round Up de Mannie Davis.
  - The Skeleton in the Cupboard Save de Peter Strausfeld.
  - Australians Keep the Wheels of Industry Turning.
  - Bury the Axisde de Lou Bunin.
- 1944 :
  - Les Gremlins du Kremlin, réalisé par Bob Clampett.
  - Daffy part en mission de Frank Tashlin.
- 1945 : Herr Meets Hare de Friz Freleng.
- 1978 : Edgar de la Cambriole : Le Secret de Mamo de Sōji Yoshikawa, acteur non crédité.
- 1989 : Les Simpson, joué par Hank Azaria, Harry Shearer, Dan Castellaneta.
- 1991 :
  - Les Enfants du capitaine Trapp.
  - La Guerre des Simpson. Homer s'adresse un homme ressemble étrangement à Adolf Hitler dans l’église.
- 1992 : Itchy et Scratchy, le film, Hitler apparaît dans un ancien épisode de la série Itchy et Scratchy, où il se fait taper dessus par le chat, la souris et même le président Roosevelt.
- 1993 :
  - Ne lui jetez pas la première bière. Lorsque Barney félicite un ouvrier qui doit vérifier la qualité des bières Duff qui ne sont pas propres à la consommation, plusieurs bouteilles inquiétantes passent au cours de leur conversation, dont une avec la tête d'Hitler.
  - Rosebud. Hitler est vu avec le nounours de Monsieur Burns.
- 1995 :
  - Dragon Ball Z : Fusions : toutes les âmes de l'enfer sont libérées et reviennent semer la pagaille sur Terre, dont Hitler à la tête de son armée.
  - Bart contre l'Australie. Bart passe un coup de téléphone en Argentine mais la personne à l'autre bout du fil qui n'est autre qu'Hitler très âgé, n'arrive pas à temps.
  - Captain Planet, dans l'épisode 6 de la saison 5.
- 1996 :
  - Hé Arnold dans l'épisode Veterans Day, le Grand-père d'Arnold s'est battu avec Hitler à mains nues.
  - Grand-Père Simpson et le trésor maudit : Abraham Simpson rate son tir mortel contre Hitler qui inspecte des troupes à cause de Monsieur Burns.
- 1997 : South Park, joué par Trey Parker.
- 1998 :
  - Chéri, fais-moi peur, Hitler sort d'un piano à la supposée fin alternative de Casablanca.
  - Histeria !, dans l'episode, World War II.
- 1999 :
  - Les Griffin, joué par Seth MacFarlane.
  - Futurama, joué par David Herman.
- 2001 :
  - Bart et son boys band, Abraham Simpson essaye de tuer Hitler lors des Jeux olympiques d'été de 1936.
  - La Ligue des justiciers dans le double épisode Le Règne de Savage.
- 2004 : The Venture Bros., un personnage féminin parodiant Hitler.
- 2005 :
  - Fullmetal Alchemist: Conqueror of Shamballa.
  - Robot Chicken, joué par Seth Green.
- 2009 : The Cleveland Show dans l'épisode Wide World of Cleveland Show, qui est une parodie du film La Chute.
- 2010 :
  - La Bataille de Noël qui parodie la scène finale du film Inglourious Basterds.
  - Jackboots, joué par Alan Cumming.
- 2011 : Le Bleu et le Gris. Lorsque Moe se retrouve tout seul pour la Saint-Valentin, la télévision propose un programme sur la Seconde Guerre mondiale, à propos de l'amour en Hitler et Eva Braun mais Moe répond que même Hitler le laisse tomber.
- 2012 : Brickleberry dans l'épisode Bombe gay, les Alliés ont créer une bombe pour rendre Hitler homosexuel.
- 2013 : Les Kassos dans l'épisode Frankulin et les Tortues Clodo / Herr Tatillon, Monsieur Tatillon ressemble à Hitler lorsqu'il se fâche.
- 2015 : Super Science Friends de Brett Jubinville, acteur non crédité.
- 2016 : Sausage Party de Conrad Vernon et Greg Tiernan avec le pot de moutarde hitler.
- 2019 :
  - Lupin III: The First de Takashi Yamazaki. Lupin est à la recherche du Journal de Bresson, un artefact que convoitait les Nazis et qui serait la clé d'une arme destructrice. L'Ahnenerbe est encore active dans ce film ; Gerard et Lambert, les antagonistes du film, font partie de cette organisation. La théorie selon laquelle Hitler se serait réfugié en Amérique du Sud est crédible aux yeux de Gerard, et sera utilisée contre lui par l'inspecteur Zenigata (l'ennemi juré de Lupin, forcé de collaborer avec ce dernier lorsque Gerard contrôle l'Éclipse), dont Interpol est au courant de ses agissements. Lupin lui-même se déguisera en Hitler afin de pouvoir berner Gerard et détruire l'Éclipse, l'arme convoitée par l'Ahnenerbe, et qui se révèle être un générateur de micro-trous noirs.
  - Rick et Morty, l'épisode 5 de la saison 4 présente un serpent Hitler d'un univers parallèle.
- 2021 : Big Mouth, l'épisode 10 de la saison 5 montre Hitler lors d'une réunion de monstres intérieurs.
- 2022 : Rick et Morty, l'épisode 8 de la saison 6 dépeint un monde habité par des Hitler d'univers parallèles.

## Documentaires
Il existe un nombre important de documentaires sur Adolf Hitler, qui explorent chacun les différents aspects de sa vie, que ce soit son ascension en politique, des épisodes de la Seconde Guerre mondiale ou ses relations avec les membres avec qui il était en contact. La plupart des documentaires insistent presque toujours sur son rôle dans la montée de l'antisémitisme en Allemagne et sa responsabilité dans la Shoah, qui causa la mort de millions d'êtres humains, tandis que d'autres s'intéressent à l'hypothétique survie d'Hitler à la fin de la guerre.

### Liste
- 1934 : Hitler, le règne de la terreur de Cornelius Vanderbilt IV et Michael Mindlin, considéré comme étant le premier film américain anti-nazi.
- 1938 : Inside Nazi Germany, de Jack Glenn, film documentaire sur la vie quotidienne en Allemagne sous le nazisme, comportant des images d'Hitler, lequel est accusé ouvertement par le réalisateur, à la fin du film, de vouloir préparer une nouvelle guerre.
- 1940 :
  - Après Mein Kampf, mes crimes, de Alexandre Ryder.
  - Mein Kampf - My Crimes de Norman Lee
- 1942 : Prélude à la guerre, de Frank Capra et Anatole Litvak.
- 1945 : Hitler Lives de Don Siegel.
- 1959 : Tyranny: The Years of Adolf Hitler de Peter Morley.
- 1960 : Mein Kampf d'Erwin Leiser.
- 1961 : La Vie d'Adolf Hitler de Paul Rotha.
- 1962 : Black Fox: The Rise and Fall of Adolf Hitler de Louis Clyde Stoumen.
- 1991 : Hitler : Le génie du mal de Dave Flitton.
- 1995 :
  - Hitler, un inventaire de Guido Knopp et Harald Schott.
  - Portraits d’Hitler, le chef de combat de Guido Knopp.
- 2003 : Assassinez Hitler de Jeremy Lovering.
- 2004 :
  - Hitler, la folie d'un homme de David Baty.
  - L'Attentat contre Hitler. 20 juillet 1944 de Hans-Erich Viet.
- 2005 : Speer & Hitler : L'architecte du diable de Heinrich Breloer avec Tobias Moretti dans le rôle d'Hitler.
- 2006 :
  - Exils : de Hitler à Hollywood de Karen Thomas.
  - Les énigmes de l'histoire, Hitler la traque de Clare Nolan.
  - Le musée d’Hitler de Jan N. Lorenzen et Hannes Schuler.
- 2008 : Hitler-Staline, la diagonale de la haine de Ullrich H. Kasten.
- 2010 : La Fascination des Femmes pour Hitler d'André Annosse.
- 2011 :
  - Apocalypse, Hitler d'Isabelle Clarke et Daniel Costelle.
  - Hitler – L’histoire secrète de son dossier médicale de Ron Blau.
- 2012 :
  - Adolf Hitler, du charisme au chaos de Laurence Rees.
  - Mussolini - Hitler, l'opéra des assassins de Jean-Christophe Rosé.
  - Hitler sur table d'écoute de Christopher Spencer.
  - Nazis : une autre histoire - Les dossiers médicaux d'Hitler de Friedrich Scherer.
- 2013 : Adolf Hitler: The Greatest Story Never Told de Dennis Wise.
- 2014 :
  - Grey Wolf : The Escape of Adolf Hitler de Gerrard Williams.
  - Le serment des Hitler d'Emmanuel Amara.
  - Les derniers secrets d'Hitler de Emmanuel Amara[9].
  - Hitler's Escape to Argentina de Robert D. Miles.
  - Hitler, du charisme au chaos de Laurence Rees.
  - Hitler le toxicomane de National Geographic.
- 2015 :
  - Mort d'Hitler, l'histoire d'un secret d'État de Nina Beliaeva et Jean-Pierre Bozon.
  - Mystères d'archives, épisode Eva Braun filme Hitler.
  - La Mort d'Hitler : les témoins de Craig Collinson.
  - Le jour où Hitler a perdu la guerre de Laurent Joffrin et Laurent Portes.
  - Tuez Hitler : la chance du diable de Frédéric Tonolli.
  - Histoire Interdite-Hitler, l'ascension d'un Monstre / Les Derniers Secrets des Nazis de Guy Lagache.
  - Rudolf Hess : le mentor d’Hitler de Mathieu Vatin.
- 2016 :
  - Adolf et Eva : Amour et guerre de Ben Reid.
  - Le train d'Hitler - La bête d'acier de Daniel Ablin[10].
  - Pope vs. Hitler de Christopher Cassel.
  - Hitler déclassifié de Jeff Daniels.
  - Hitler et les apôtres du mal de Fabien Vinçon.
  - Les traces cachées - La montagne d'Hitler d'Isabelle Foucrier.
  - Adolf Hitler - les origines du mal de Rmc Découverte.
  - Hitler et l'Allemagne : une attraction fatale de Daniel Kontur.
  - Churchill et Hitler, meilleurs ennemis de David Korn-Brzoza.
  - Adolf Hitler, les origines du mal – A la conquête du Monde de Stan Griffin.
  - Les secrets de Mein Kampf de Frédéric Monteil.
- 2017 :
  - Opération Foxley : L'Assassinat d'Hitler de Guilain Depardieu.
  - Hitler et Churchill : Le Combat de l'aigle et du lion de David Korn-Brzoza.
  - Hitler, la machine à propagande de Mike Kenneally et Liz Kenneally.
  - Hitler mon grand-père ? de David Korn-Brzoza.
  - L'attentat manqué contre Hitler de Pascal Richter.
  - Hitler et Paris Histoire d'une fascination de Juliette Desbois.
  - Quand Hitler Faisait Son Cinéma 1933-1945 de Rüdiger Suchsland.
  - Nazis : Une autre histoire Hitler et les femmes de Anja Greulich.
  - Mein Kampf, manifeste de la haine de Les grands reportages.
  - Hitler en enfer. Le rêve de Joseph Steib de G. Lachaux.
  - Le corps du dictateur de José Bourgarel.
- 2018 :
  - Hitler et les apôtres du mal de Fabien Vinçon.
  - Hunting Hitler : les dossiers déclassifiés de Jeffrey R. Daniels Clint Lealos.
  - Le mystère de la mort d'Hitler de Jean-Christophe Brisard.
  - Le pacte Hitler-Staline de Cédric Tourbe.
  - Hitler vs Picasso et les autres de Claudio Poli.
  - Hitler sur table d'écoute de Laurent Bergers.
  - Les tunnels secrets d'Hitler d'Aengus James, Colin King Miller et Eugene Han.
  - Les dossiers secrets du IIIe Reich Hitler et le complexe de la toute-puissance de Paul Francis Jenkins.
  - Hitler, l'art de la défaite : Les coulisses de l'histoire de Christiane Ratiney.
  - Adolf Hitler : les origines du mal par RMC Découverte.
- 2019 : 
  - Hitler est-il (vraiment) de retour ? de Simon Dutin.
  - Le Complot du Roi contre Hitler de Paul Elston.
  - Le Pacte Hitler-Staline : autopsie d'un cataclysme de Cédric Tourbe.
  - C'est un complot !, épisode Hitler était-il un agent sioniste ?
- 2020 :
  - Belgique nazi de Grégory Goethals, acteur non crédité.
  - La nuit des long couteaux de Marie-Pierre Camus et Gérard Puechmorel.
  - Pie XII, le Vatican et Hitler de Lucio Mollica et Luigi Maria Perotti.
  - Les monarchies face à Hitler de Maud Guillaumin.
- 2021 :
  - Apocalypse, Hitler attaque à l'Ouest d'Isabelle Clarke, Daniel Costelle et Mickaël Gamrasni.
  - C'est un complot !, épisode Hitler a-t-il survécu en 1945 ?.
  - Hitler Staline, le choc des tyrans de Michaël Prazan.
  - Le Parcours des tyrans, épisode 1 de Peter Dinklage.
  - Ascension et déclin du nazisme, en 10 épisodes.
- 2022 : 
  - Hitler, le compte à rebours de Robin Dashwood.
  - Enquête au Vatican : le pape et le diable de Max Serio.
- 2024 : Petits arrangements avec la légende de François Hérard.